# 京成バス千葉イースト多古営業所
京成バス千葉イースト多古営業所（けいせいバスちばイーストたこえいぎょうしょ）は、千葉県香取郡多古町多古にある京成バス千葉イーストの営業所。
旧・千葉交通の営業所で、2025年（令和7年）4月1日に行われた京成グループのバス事業再編に伴い、京成バス千葉イーストの営業所となった。営業所名は旧・千葉交通時代と同じである。

## 一般路線

### 栗源線
- 成田空港第2ターミナル - 日航ホテル入口（栗源方面のみ経由） - 赤池稲荷前 - 道の駅くりもと - 栗源仲町 - 浅間台（栗源方面のみ経由） - ジェイフィルム - 農園リゾート ザ・ファーム
  - 2018年（平成30年）10月1日 - バイパス開通に伴う経路変更により、道の駅くりもとへの乗り入れを開始[5]。
  - 2020年（令和2年）10月1日 - ジェイフィルム - 農園リゾート ザ・ファームを延伸[6]。

### 桜田線
- 多古車庫 - 赤池稲荷前 - 桜田権現前 - 大栄支所

## 高速路線
かつては、成田空港を発着する全ての高速路線を担当していた。

### 多古・富里 - 東京線
- 多古台バスターミナル・航空博物館前・富里バスターミナル - 東京駅
- 多古台バスターミナル - 航空博物館前 - 末廣農場 - 富里バスターミナル - 東京駅
- 東京駅 - 富里バスターミナル - 国際医療福祉大学成田病院（富里方面のみ）
  - 京成バス千葉イーストの単独運行。2023年（令和5年）11月30日まではジェイアールバス関東と共同運行だった。
  - 2021年（令和3年）4月1日 - 成田営業所から移管[7]。
  - 2022年（令和4年）9月17日 - 匝瑳市役所 - 多古台バスターミナル間を廃止[8]。銚子営業所との共管を一時解消したが、同年12月16日から1往復が再び銚子営業所が担当。

## 委託路線
- 多古町循環バス （多古町）
- 香取市内循環バス （香取市）
  - 佐原市街地東側ルート、佐原市街地西側ルート、休日周遊ルート、北佐原・新島ルートを委託。
- 横芝光町循環バス（横芝光町）
- 匝瑳市内循環バス （匝瑳市）
  - 飯高・豊和循環、平和・共興循環、椿海循環を受託。

### その他
- 空港シャトルバス

一部便を銚子営業所の車両、運転士が担当している。

## 廃止路線
全て旧・千葉交通時代に廃止された路線である。

### 千代田線
- 成田空港第2ターミナル - 芝山千代田駅 - 多古車庫 - 山倉
  - 2010年（平成22年）9月1日 - 廃止[9]。空港 - 多古の区間は多古 - 空港シャトルバスにて代替。

### 旭中央病院線
- 道の駅くりもと - 栗源支所 - 山倉郵便局前 - 山田支所 - 旭中央病院
  - 2021年（令和3年）9月30日 - 廃止[10]。週3日（月曜・水曜・金曜）のみの運行であった。

### 蓮沼循環線
- 横芝駅 - 鳥喰新田 - 上堺四つ角 - 南川岸 - 蓮沼農協 - 蓮沼小学校 - 川面 - 上堺四つ角 - 鳥喰新田 - 横芝駅
  - 浜回り（南川岸先回り）、丘回り（川面先回り）と案内されていた。
  - 朝夕1便ずつ、鳥喰新田を経由せず、栗山平和公園を経由する便が運行されていた。
  - 2021年（令和3年）10月1日 - 廃止[11]。

### 水戸線
- 多古車庫 - 多古台バスターミナル - 水戸 - 横芝駅
  - 2021年（令和3年）10月1日 - 廃止[11]。

### 上の台線
- 佐原粉名口車庫 - 佐原駅 - 県立病院 - 上の台 - 山倉
  - 2024年（令和6年）10月1日廃止[12]。

## 車両
多古営業所の車両は、かつては成田営業所と同じく日野自動車製が多数を占めていた。一般路線用車両（コミュニティバスを除く）の新車導入は1994年（平成6年）で打ち切られ、以降は成田営業所で使用された車両の移籍が多くなっている。現在は成田営業所から移籍した一般路線用のレインボーRJ、レインボーIIをはじめ、成田営業所佐原車庫から移籍した三菱ふそう・エアロミディMK、銚子営業所から移籍した三菱ふそう・エアロミディMJが在籍する。
また、コミュニティバス用の車両としては、匝瑳市内循環バス用の日野・ポンチョ、匝瑳市内・香取市内循環バス用の日野・リエッセ、八街市ふれあいバス・横芝光町循環バス用の日野・リエッセII、多古町循環バス用の三菱ふそう・ローザが在籍する。また、ローザについては横芝駅～多古車庫間専用の一般路線仕様、予備車でコミュニティバス代走に多く使用される元千葉内陸バス←ちばシティバスからの移籍車、スクールバス用の貸切車の在籍もある。
かつては各都市と成田国際空港を結ぶ高速路線車の配置もあり、主に三菱ふそう・エアロエース、三菱ふそう・エアロバスが在籍していたが、現在は成田営業所に集約されたため配置がなくなっている。